# Lesklice velká
Lesklice velká (Epitheca bimaculata) je druh vážky z podřádu šídel. Rozšíření je eurosibiřské, ve střední Evropě se vyskytuje jen ostrůvkovitě. V Evropě je to jediný druh rodu Epitheca. V celém Česku je to velmi vzácný druh s ojedinělými nálezy. Je zapsaná v červeném seznamu ohrožených druhů bezobratlých jako druh kriticky ohrožený.

## Popis
Tělo lesklice má délku 55–60 mm a na hrudi je žlutohnědé bez kovového lesku. Oči se na temeni dotýkají v přímce. Křídla jsou žlutavě zabarvená, u základny zadních křídel mají černou skvrnu. Nohy má lesklice celé černé, na hřbetu žlutého zadečku má vykrajovaný hnědý pruh.
Nymfa (larva) je dlouhá až 31 mm. Na hřbetě zadečku má trny a na boku osmého a devátého článku má dlouhé boční trny. Dva velké trny má i za očima.

## Způsob života
Nymfy žijí na dně hlubokých stojatých vod. Zde se živí vodním hmyzem. Nymfa se vyvíjí tři roky. Dospělci létají od května do července u stojatých vod. Samičky vypouštějí vajíčka za letu v až půl metrových provazcích pod hladinu.